# Saxon (Band)/Diskografie
Diese Diskografie ist eine Übersicht über die musikalischen Werke der britischen Metal-Musikgruppe Saxon. Den Schallplattenauszeichnungen zufolge hat sie bisher mehr als 320.000 Tonträger verkauft. Ihre erfolgreichsten Veröffentlichungen sind die Alben Wheels of Steel und Strong Arm of the Law mit je über 100.000 verkauften Einheiten.

## Alben

### Studioalben
| Jahr | Titel Musiklabel                             | Höchstplatzierung, Gesamtwochen, AuszeichnungChartplatzierungen (Jahr, Titel, Musiklabel, Platzierungen, Wochen, Auszeichnungen, Anmerkungen) | Höchstplatzierung, Gesamtwochen, AuszeichnungChartplatzierungen (Jahr, Titel, Musiklabel, Platzierungen, Wochen, Auszeichnungen, Anmerkungen) | Höchstplatzierung, Gesamtwochen, AuszeichnungChartplatzierungen (Jahr, Titel, Musiklabel, Platzierungen, Wochen, Auszeichnungen, Anmerkungen) | Höchstplatzierung, Gesamtwochen, AuszeichnungChartplatzierungen (Jahr, Titel, Musiklabel, Platzierungen, Wochen, Auszeichnungen, Anmerkungen) | Höchstplatzierung, Gesamtwochen, AuszeichnungChartplatzierungen (Jahr, Titel, Musiklabel, Platzierungen, Wochen, Auszeichnungen, Anmerkungen) | Anmerkungen                                                 |
| Jahr | Titel Musiklabel                             | DE | AT | CH | UK | US | Anmerkungen                                                 |
| ---- | -------------------------------------------- | --- | --- | --- | --- | --- | ----------------------------------------------------------- |
| 1979 | Saxon Carrere Records                        | — | — | — | — | — | Erstveröffentlichung: 21. Mai 1979                          |
| 1980 | Wheels of Steel Carrere Records              | — | — | — | UK5 Gold · (29 Wo.)UK | — | Erstveröffentlichung: 3. April 1980 Verkäufe: + 100.000     |
| 1980 | Strong Arm of the Law Carrere Records        | — | — | — | UK11 Gold · (13 Wo.)UK | — | Erstveröffentlichung: 1. September 1980 Verkäufe: + 100.000 |
| 1981 | Denim and Leather Carrere Records            | DE37 (7 Wo.)DE | — | — | UK9 Silber · (11 Wo.)UK | — | Erstveröffentlichung: 25. September 1981 Verkäufe: + 60.000 |
| 1983 | Power & the Glory Carrere Records            | DE28 (9 Wo.)DE | — | — | UK15 (9 Wo.)UK | US155 (10 Wo.)US | Erstveröffentlichung: 21. März 1983                         |
| 1984 | Crusader Carrere Records                     | DE20 (12 Wo.)DE | — | CH26 (1 Wo.)CH | UK18 (7 Wo.)UK | US174 (5 Wo.)US | Erstveröffentlichung: 30. Januar 1984                       |
| 1985 | Innocence Is No Excuse Parlophone / EMI      | DE33 (6 Wo.)DE | — | — | UK36 (4 Wo.)UK | US130 (8 Wo.)US | Erstveröffentlichung: September 1985                        |
| 1986 | Rock the Nations EMI                         | DE44 (4 Wo.)DE | — | — | UK34 (3 Wo.)UK | US149 (6 Wo.)US | Erstveröffentlichung: August 1986                           |
| 1988 | Destiny EMI                                  | DE45 (5 Wo.)DE | — | CH28 (3 Wo.)CH | UK49 (2 Wo.)UK | — | Erstveröffentlichung: März 1988                             |
| 1991 | Solid Ball of Rock CBH / Virgin              | DE23 (12 Wo.)DE | — | CH28 (3 Wo.)CH | — | — | Erstveröffentlichung: Januar 1991                           |
| 1992 | Forever Free CBH / Virgin                    | DE58 (8 Wo.)DE | — | — | — | — | Erstveröffentlichung: Mai 1992                              |
| 1995 | Dogs of War CBH / Virgin                     | DE55 (8 Wo.)DE | — | CH43 (1 Wo.)CH | — | — | Erstveröffentlichung: September 1995                        |
| 1997 | Unleash the Beast CBH / Virgin               | DE61 (5 Wo.)DE | — | — | — | — | Erstveröffentlichung: 1997                                  |
| 1999 | Metalhead SPV / Steamhammer                  | DE40 (2 Wo.)DE | — | — | — | — | Erstveröffentlichung: 9. November 1999                      |
| 2001 | Killing Ground SPV / Steamhammer             | DE26 (2 Wo.)DE | — | — | — | — | Erstveröffentlichung: 25. September 2001                    |
| 2004 | Lionheart SPV / Steamhammer                  | DE44 (2 Wo.)DE | — | CH62 (2 Wo.)CH | — | — | Erstveröffentlichung: 20. September 2004                    |
| 2007 | The Inner Sanctum SPV / Steamhammer          | DE36 (3 Wo.)DE | — | CH89 (1 Wo.)CH | — | — | Erstveröffentlichung: 5. März 2007                          |
| 2009 | Into the Labyrinth SPV / Steamhammer         | DE23 (4 Wo.)DE | AT53 (2 Wo.)AT | CH61 (1 Wo.)CH | — | — | Erstveröffentlichung: 9. Januar 2009                        |
| 2011 | Call to Arms UDR                             | DE18 (3 Wo.)DE | AT55 (1 Wo.)AT | CH37 (2 Wo.)CH | — | — | Erstveröffentlichung: 3. Juni 2011                          |
| 2013 | Sacrifice UDR                                | DE14 (2 Wo.)DE | AT54 (1 Wo.)AT | CH51 (1 Wo.)CH | UK87 (1 Wo.)UK | — | Erstveröffentlichung: 1. März 2013                          |
| 2015 | Battering Ram UDR                            | DE12 (3 Wo.)DE | AT34 (1 Wo.)AT | CH21 (2 Wo.)CH | UK50 (1 Wo.)UK | — | Erstveröffentlichung: 16. Oktober 2015                      |
| 2018 | Thunderbolt Silver Lining Music              | DE5 (6 Wo.)DE | AT18 (1 Wo.)AT | CH6 (6 Wo.)CH | UK29 (1 Wo.)UK | — | Erstveröffentlichung: 2. Februar 2018                       |
| 2021 | Inspirations Silver Lining Music             | DE10 (2 Wo.)DE | AT27 (1 Wo.)AT | CH12 (2 Wo.)CH | UK56 (1 Wo.)UK | — | Erstveröffentlichung: 19. März 2021 Coveralbum              |
| 2022 | Carpe Diem Silver Lining Music               | DE3 (5 Wo.)DE | AT7 (2 Wo.)AT | CH4 (5 Wo.)CH | UK17 (1 Wo.)UK | — | Erstveröffentlichung: 4. Februar 2022                       |
| 2023 | More Inspirations Silver Lining Music        | DE30 (1 Wo.)DE | AT63 (1 Wo.)AT | CH23 (1 Wo.)CH | — | — | Erstveröffentlichung: 24. März 2023 Coveralbum              |
| 2024 | Hell, Fire and Damnation Silver Lining Music | DE4 (3 Wo.)DE | AT4 (2 Wo.)AT | CH4 (6 Wo.)CH | UK19 (1 Wo.)UK | — | Erstveröffentlichung: 19. Januar 2024                       |

grau schraffiert: keine Chartdaten aus diesem Jahr verfügbar

### Livealben
| Jahr | Titel Musiklabel                                                    | Höchstplatzierung, Gesamtwochen, AuszeichnungChartplatzierungen (Jahr, Titel, Musiklabel, Platzierungen, Wochen, Auszeichnungen, Anmerkungen) | Höchstplatzierung, Gesamtwochen, AuszeichnungChartplatzierungen (Jahr, Titel, Musiklabel, Platzierungen, Wochen, Auszeichnungen, Anmerkungen) | Höchstplatzierung, Gesamtwochen, AuszeichnungChartplatzierungen (Jahr, Titel, Musiklabel, Platzierungen, Wochen, Auszeichnungen, Anmerkungen) | Höchstplatzierung, Gesamtwochen, AuszeichnungChartplatzierungen (Jahr, Titel, Musiklabel, Platzierungen, Wochen, Auszeichnungen, Anmerkungen) | Höchstplatzierung, Gesamtwochen, AuszeichnungChartplatzierungen (Jahr, Titel, Musiklabel, Platzierungen, Wochen, Auszeichnungen, Anmerkungen) | Anmerkungen                                           |
| Jahr | Titel Musiklabel                                                    | DE | AT | CH | UK | US | Anmerkungen                                           |
| ---- | ------------------------------------------------------------------- | --- | --- | --- | --- | --- | ----------------------------------------------------- |
| 1982 | The Eagle Has Landed Carrere Records                                | DE33 (5 Wo.)DE | — | — | UK5 Silber · (19 Wo.)UK | — | Erstveröffentlichung: 10. Mai 1982 Verkäufe: + 60.000 |
| 2012 | Heavy Metal Thunder – Live: Eagles over Wacken Militia Guard        | DE52 (1 Wo.)DE | — | — | — | — | Erstveröffentlichung: 20. April 2012                  |
| 2016 | Let Me Feel Your Power UDR                                          | DE47 (1 Wo.)DE | — | — | — | — | Erstveröffentlichung: 7. Oktober 2016                 |
| 2019 | The Eagle Has Landed 40 (Live) Silver Lining Music                  | DE36 (1 Wo.)DE | — | CH63 (1 Wo.)CH | UK46 (1 Wo.)UK | — | Erstveröffentlichung: 2. August 2019                  |
| 2025 | Hell, Fire and Damnation – Eagles over Hellfest Silver Lining Music | — | — | — | — | — | Erstveröffentlichung: 13. Juni 2025                   |

grau schraffiert: keine Chartdaten aus diesem Jahr verfügbar
Weitere Livealben
- 1980: Live at Donington
- 1989: Rock ‘N’ Roll Gypsy
- 1990: Greatest Hits Live
- 1996: The Eagle Has Landed, Vol.2
- 1998: BBC Sessions / Live at Reading
- 2000: Live … In the Raw
- 2006: The Eagle Has Landed, Vol.3
- 2007: Transmissions (Live at Nottingham Rock City 1990)
- 2017: 10 Years of Denim and Leather – Live 1990

### Kompilationen
- 1984: Strong Arm Metal
- 1987: The Best
- 1988: Anthology
- 1991: The Best of Saxon
- 1996: Champions of Rock
- 1996: A Collection of Metal
- 2000: Diamonds and Nuggets
- 2001: Beast of Rock
- 2001: Masters of Rock
- 2002: Most Famous Hits (2 CDs)
- 2002: Heavy Metal Thunder
- 2002: The Very Best Saxon Album Ever
- 2005: Midnight Rider
- 2007: The Very Best of Saxon 1979–1988

### EPs
- 1985: Saxon en Espana (Promo)
- 1998: Altar of the Eagles

## Singles

### Als Leadmusiker
| Jahr | Titel Album                                  | Höchstplatzierung, Gesamtwochen, AuszeichnungChartplatzierungen (Jahr, Titel, Album, Platzierungen, Wochen, Auszeichnungen, Anmerkungen) | Höchstplatzierung, Gesamtwochen, AuszeichnungChartplatzierungen (Jahr, Titel, Album, Platzierungen, Wochen, Auszeichnungen, Anmerkungen) | Höchstplatzierung, Gesamtwochen, AuszeichnungChartplatzierungen (Jahr, Titel, Album, Platzierungen, Wochen, Auszeichnungen, Anmerkungen) | Höchstplatzierung, Gesamtwochen, AuszeichnungChartplatzierungen (Jahr, Titel, Album, Platzierungen, Wochen, Auszeichnungen, Anmerkungen) | Höchstplatzierung, Gesamtwochen, AuszeichnungChartplatzierungen (Jahr, Titel, Album, Platzierungen, Wochen, Auszeichnungen, Anmerkungen) | Anmerkungen                                            |
| Jahr | Titel Album                                  | DE | AT | CH | UK | US | Anmerkungen                                            |
| ---- | -------------------------------------------- | --- | --- | --- | --- | --- | ------------------------------------------------------ |
| 1980 | Wheels of Steel                              | — | — | — | UK20 (11 Wo.)UK | — | Erstveröffentlichung: März 1980                        |
| 1980 | 747 (Strangers in the Night) Wheels of Steel | — | — | — | UK13 (9 Wo.)UK | — | Erstveröffentlichung: Juli 1980                        |
| 1980 | Big Teaser/Rainbow Theme Saxon               | — | — | — | UK66 (2 Wo.)UK | — | Erstveröffentlichung: 1980                             |
| 1980 | Backs to the Wall Saxon                      | — | — | — | UK64 (2 Wo.)UK | — | Erstveröffentlichung: 1980                             |
| 1980 | Strong Arm of the Law                        | — | — | — | UK63 (3 Wo.)UK | — | Erstveröffentlichung: November 1980                    |
| 1981 | …And the Bands Played On Denim and Leather   | — | — | — | UK12 (8 Wo.)UK | — | Erstveröffentlichung: 1981                             |
| 1981 | Never Surrender Denim and Leather            | — | — | — | UK18 (6 Wo.)UK | — | Erstveröffentlichung: April 1981                       |
| 1981 | Princess of the Night Denim and Leather      | — | — | — | UK57 (3 Wo.)UK | — | Erstveröffentlichung: 1981                             |
| 1983 | Power and the Glory                          | — | — | — | UK32 (5 Wo.)UK | — | Erstveröffentlichung: 1983                             |
| 1983 | Nightmare Power and the Glory                | — | — | — | UK50 (4 Wo.)UK | — | Erstveröffentlichung: 1983                             |
| 1984 | Sailing to America Crusader                  | — | — | — | UK81 (4 Wo.)UK | — | Erstveröffentlichung: 1984                             |
| 1985 | Back on the Streets Innocence Is No Excuse   | — | — | — | UK75 (6 Wo.)UK | — | Erstveröffentlichung: 1985                             |
| 1986 | Rock ‘N’ Roll Gypsy                          | — | — | — | UK72 (2 Wo.)UK | — | Erstveröffentlichung: 1986                             |
| 1986 | Waiting for the Night Rock the Nations       | — | — | — | UK66 (2 Wo.)UK | — | Erstveröffentlichung: 1986                             |
| 1986 | Rock the Nations                             | — | — | — | UK80 (2 Wo.)UK | — | Erstveröffentlichung: 1986                             |
| 1987 | Northern Lady Rock the Nations               | — | — | — | UK91 (1 Wo.)UK | — | Erstveröffentlichung: 1987                             |
| 1988 | Ride Like the Wind Destiny                   | — | — | — | UK52 (5 Wo.)UK | — | Erstveröffentlichung: 1988 Original: Christopher Cross |
| 1988 | I Can’t Wait Anymore Destiny                 | — | — | — | UK71 (2 Wo.)UK | — | Erstveröffentlichung: 1988                             |

Weitere Singles
- 1980: Heavy Metal Thunder
- 1980: Motorcycle Man
- 1980: Suzie Hold On
- 1983: Warrior
- 1984: Do It All Fory You
- 1984: Just Let Me Rock
- 1984: Bad Boys
- 1985: Broken Heroes (Where Are They Now?)
- 1991: We Will Remember
- 1992: And the Bands Played On
- 1992: Iron Wheels
- 1994: Dogs of War
- 1997: Absent Friends
- 2004: Beyond the Grave
- 2007: If I Was You
- 2007: I’ve Got to Rock (Stay Alive)
- 2008: Live to Rock

## Videoalben
| Jahr | Titel Musiklabel                       | Höchstplatzierung, Gesamtwochen, AuszeichnungChartplatzierungen (Jahr, Titel, Musiklabel, Platzierungen, Wochen, Auszeichnungen, Anmerkungen) | Höchstplatzierung, Gesamtwochen, AuszeichnungChartplatzierungen (Jahr, Titel, Musiklabel, Platzierungen, Wochen, Auszeichnungen, Anmerkungen) | Höchstplatzierung, Gesamtwochen, AuszeichnungChartplatzierungen (Jahr, Titel, Musiklabel, Platzierungen, Wochen, Auszeichnungen, Anmerkungen) | Höchstplatzierung, Gesamtwochen, AuszeichnungChartplatzierungen (Jahr, Titel, Musiklabel, Platzierungen, Wochen, Auszeichnungen, Anmerkungen) | Höchstplatzierung, Gesamtwochen, AuszeichnungChartplatzierungen (Jahr, Titel, Musiklabel, Platzierungen, Wochen, Auszeichnungen, Anmerkungen) | Anmerkungen                                                                   |
| Jahr | Titel Musiklabel                       | DE | AT | CH | UK | US | Anmerkungen                                                                   |
| ---- | -------------------------------------- | --- | --- | --- | --- | --- | ----------------------------------------------------------------------------- |
| 2003 | The Saxon Chronicles SPV / Steamhammer | DE73 (1 Wo.)DE | — | CH7 (3 Wo.)CH | — | — | Erstveröffentlichung: 2003 Chartplatzierung in Deutschland in den Albumcharts |

Weitere Videoalben
- 1983: Live in Nottingham, UK
- 1984: Live Innocence
- 1989: Greatest Hits Live!
- 1990: Power and the Glory – The Video Anthology
- 2002: Classic Rock Legends
- 2003: Live Innocence/ Power and the Glory
- 2004: Live Legends
- 2007: To Hell and Back Again
- 2010: Heavy Metal Thunder – The Movie

## Promoveröffentlichungen
Splits
- 1980: Wheels of Steel / You’re OK (mit Ottawan)
- 1981: Princess of the Night / Stai Con Me (mit Drupi)

## Statistik

### Chartauswertung
|                     | DE     | AT    | CH     | UK     | US    |
| ------------------- | ------ | ----- | ------ | ------ | ----- |
| Nummer-eins-Alben   | DE—DE  | AT—AT | CH—CH  | UK—UK  | US—US |
| Top-10-Alben        | DE4DE  | AT2AT | CH3CH  | UK3UK  | US—US |
| Alben in den Charts | DE28DE | AT9AT | CH16CH | UK16UK | US4US |

|                       | UK     |
| --------------------- | ------ |
| Nummer-eins-Singles   | UK—UK  |
| Top-10-Singles        | UK—UK  |
| Singles in den Charts | UK18UK |

|                          | DE    | AT    | CH    | UK    | US    |
| ------------------------ | ----- | ----- | ----- | ----- | ----- |
| Nummer-eins-Videoalben   | DE—DE | AT—AT | CH—CH | UK—UK | US—US |
| Top-10-Videoalben        | DE—DE | AT—AT | CH1CH | UK—UK | US—US |
| Videoalben in den Charts | DE—DE | AT—AT | CH1CH | UK—UK | US—US |

### Auszeichnungen für Musikverkäufe
Anmerkung: Auszeichnungen in Ländern aus den Charttabellen bzw. Chartboxen sind in ebendiesen zu finden.
| Land/RegionAuszeichnungen für Musikverkäufe (Land/Region, Auszeichnungen, Verkäufe, Quellen) | Silber     | Gold     | Platin | Verkäufe | Quellen   |
| -------------------------------------------------------------------------------------------- | ---------- | -------- | ------ | -------- | --------- |
| Vereinigtes Königreich (BPI)                                                                 | 2× Silber2 | 2× Gold2 | —      | 320.000  | bpi.co.uk |
| Insgesamt                                                                                    | 2× Silber2 | 2× Gold2 | —      |          |           |